# 金在九
金 在九（キム・ジェグ、김재구、1938年10月13日 - 2021年12月20日）は、韓国の囲碁棋士。全羅南道長城出身、韓国棋院所属、八段。覇王戦、国手戦挑戦者など。2009年引退。

## 経歴
- 1958年入段。1969年、覇王戦挑戦者となり、金寅に1-3で敗れる。同年国手戦挑戦者となり、金寅に0-3で敗れる。
- 1986年名人戦リーグ入り。1988年第1回東洋証券杯世界選手権戦出場。1995年八段。スポーツ朝鮮紙でバッカス杯天元戦観戦記を執筆する。
- 2021年12月20日、老衰により死去[1]。